# 悪祓士のキヨシくん
『悪祓士のキヨシくん』（エクソシストのキヨシくん）は、臼井彰一による日本の漫画。『週刊少年ジャンプ』（集英社）において、2024年30号から連載中。
第1巻には尾田栄一郎が推薦コメントが寄せている。臼井は尾田の元アシスタントであったことから、尾田に帯のコメントを依頼したところ、快諾したという。

## 沿革
2022年3月19日発売の『週刊少年ジャンプ』2022年16号にて、本作の読切版『エクソシストのキヨシ君』を掲載。
2024年6月10日発売の『週刊少年ジャンプ』2024年28号にて、本作も含む「新風疾走！夏のハートビート新連載3連弾」を発表。同年6月24日発売の同誌2024年30号より連載が開始された際には、開始を記念したPVを公開。単行本発売前の同年9月18日、19日にはYouTubeのジャンプチャンネルにて、ボイスコミックを公開。

## あらすじ
最年少及び首席にて悪祓学校を卒業した悪祓士・祓清は最強である。しかし、そんな彼にも極度のビビりという弱点があった。幼い頃に両親を殺されたことをきっかけに、多くの人を守れるような悪祓士を目指すキヨシは、命の恩人と慕っている熾木天馬のいる奈落市悪祓出張所で働くことになる。同期の棺葬介や先輩悪祓士の浄ヶ崎悪狩、クラスメイトの三途川涅槃などの仲間と出会い、キヨシは悪魔を祓い、弱きを守る盾となるべく戦っていく。

## 登場キャラクター

### 主要人物
祓 清（はらい きよし）
声 - 梶原岳人
本作の主人公。悪祓士。最年少16歳首席で悪祓学校を卒業した。その後は奈落市に配属され、「地獄門」で働きながら高校に入学。全身に魔除けの入れ墨を入れている。悪魔に両親を殺されたことが悪祓士を目指したきっかけとなった。人見知りで人付き合いがあまりよくないのは玉に瑕。もともとかなりのビビりだったが、一話で出会った悪魔との関わりの中で克服。以降は強い悪魔に対しても怖気付くことなく果敢に挑む。
熾木 天馬（さかき てんま）
声 - 柊一希
中華料理屋「地獄門」店長。そして、悪祓出張所奈落市支部所長でもある。喫煙者。キヨシにとって命の恩人で彼が奈落支部で働くきっかけを作った。かつては最高位悪祓士だった。普段は店の切り盛りで忙しいが、悪魔が出没するとすぐさま祓いに向かう。チンチロリンを行い、出目によって異なる武器を用いて戦う。
浄ケ崎 悪狩（じょうがさき あかり）
声 - 矢野優美華
中華料理屋「地獄門」で働く女子大学生。20歳。悪祓士。家が名門だが悪祓学校をドベで卒業するなど落ちこぼれなのを気にしている。悪魔の出る場所をアホ毛が示すことで予測できる悪魔予知が使える。
三途川 涅槃（さんずがわ ねはん）
キヨシとクラスメイトの男子高校生。母子家庭で母が入院中のため、家計を支えるために新聞配達などのアルバイトをこなしている。ジャック＝ジョーという悪魔と友人関係を築いており、家族のような関係。

### 悪祓士

#### 光の騎士団（コンコルディア）

##### 聖剣小隊
聖 剣（ひじり つるぎ）
光の騎士団所属の最高位悪祓士。厳格で容赦ない性格で、ジャック＝ジョーを祓おうとする。
棺 葬介（ひつぎ そうすけ）
声 - 矢野奨吾
悪祓士の名門棺家の御曹司。眼鏡をかけている。キヨシがいなければ首席だったと言われる期待のルーキー。魔王鎖田に追いつめられるが、キヨシによって助けられ、いつかキヨシを超えて最高位悪祓士になると宣言する。
鎖刈 魔子（くさかり まこ）
121期主席の悪祓士。女性。20歳。悪祓銀甲冑を脚に身につけている。
鉄山 銀山（てつやま ぎんざん）
120期首席の悪祓士。男性。21歳。
浄ヶ崎 狩堕（じょうがさき かるた）
悪狩の兄。
叉木 ウィンチェスター（またぎ うぃんちぇすたー）

#### 鉄血の騎士団（サングイス）
黒鐘 凶華（くろがね きょうか）
鉄血の騎士団団長。右目の眼帯と黒のロングヘアーが特徴的な美人。
斧 妖枯（おの ようこ）
鉄血の騎士団副団長。幼女のような容姿をしているが、幼女と言われるとキレる。
盾島 巌（たてじま いわお）
鉄血の騎士団副団長。

#### たんぽぽ村悪祓出張所
戸坂 残義（とさか ざんぎ）
所長。34歳。もともと深緑の騎士団に所属していた。

#### 深緑の騎士団
夜那 仙平（やな せんぺい）
深緑の騎士団団長。
夜那 皇平（やな こうへい）
戸坂の元後輩。24歳。

#### 魔界特師団
酒天 祷児（しゅてん とうじ）

#### その他の悪祓士
幽田（ゆだ）
熾木の後輩。悪祓士を裏切り悪魔側についた。亜門術を用い、悪魔に魂を売っている。

### 悪魔

#### 三獄大魔王
怒れる13人の魔王を率いる悪魔。
明日喰 ロト（あすた ろと）
留々子らの儀式によって召喚された大魔王。キヨシが全力で祓おうとするも祓えず、キヨシを運命の人と定めて消えていった。

#### 怒れる13人の魔王（サーティーンクラブ）
ジャック＝ジョー＝ニィル＝バーナ
怒れる13人の魔王の中でも上位に位置する魔王。涅槃と友人関係を築いている。
第2魔王 骸島（むくろじま）

第3魔王 鎖田 苦露是（さた くろせ）

第4魔王 滅出ゴルゴン（めで ごるごん）

第5魔王 ヨラク＝バック

第6魔王 悲龍子（ひどらこ）

第13魔王 猛六（もうろく）

#### その他の悪魔
病魔田（やまだ）
声 - 常盤昌平
一般悪魔。魔界では水道局員だったが魔王冥藤に脅されて地上へ派遣される。人から離脱した姿は眼鏡短髪作業着で一人息子がいる。清と話し合って助けれるが冥藤に逆らったため、身体を真っ二つにされた。しかし清に治療されて、冥藤撃破後は魔界に戻る。
冥藤（めとう）
声 - 田渕将平
魔王。病魔田の身体を真っ二つにするなど圧倒的に力を見せるが清に倒される。心の声で関西弁が出る。
鎖田（さた）
声 - 眞對友樹也
魔王。冥藤が倒されたことに怒り、悪祓学校卒業生のいる協会を襲撃して棺らを圧倒するが遅れてきた清に瞬殺される。
ジャック＝ジョー＝ニィル＝バーナ
怒れる13人の魔王の中でも上位に位置する魔王だった。涅槃と友人関係を築いている。

### 非悪祓士の人々
ディエゴ
声 - 湯浅悟朗
「地獄門」で働くフリーター。髪が5方向にとんがっており、時給アップでテンションが上がる。

#### 奈落高校
友田（ともだ）
涅槃の友人。サッカー部所属。
千田（ちだ）
涅槃の友人。軽音部所属。
早乙女 万理愛（さおとめ　まりあ）
学校のマドンナ。吹奏楽部所属。
岡 留々子（おか るるこ）
美少女だがトンチキなことをよくしているせいで「残念美少女」と呼ばれている。オカルト研究部所属。

## 用語解説
悪祓士
戒力
悪祓士の力の源。
三大騎士団
光の騎士団（コンコルディア）、鉄血の騎士団（サングイス）、天空の騎士団（カエルム）のこと。中でも光の騎士団は悪祓協会で最強の騎士団。
冥此の裂け目（かるとほーる）
悪魔が出てくる穴。発生する時間帯の多くは丑三つ時。

### 悪祓士ランク
４級
最も低いランク。悪魔を祓うことはせず、教会従事などの雑務をこなす。該当者は涅槃。
３級
悪祓学校卒業者はここからスタートする。祓える悪魔は下級。該当者は悪狩。
２級
祓える悪魔は中級。
１級
祓える悪魔は上級。
亜級悪祓士（グランドクロス）
祓える悪魔は超級。該当者はキヨシ、棺。
最高位悪祓士（パラディンクロス）
祓える悪魔は魔王。世界でたった5人のみに与えられた役職で、高い権限や自由な裁量を持つ。該当者は聖、熾木（元）、黒鐘。

### 出来事
悪魔の狂想曲（ブラックパレード）
大昔に発生した、悪魔による大虐殺のこと。百鬼夜行とも言われる。死者数約20万人。当時の悪祓士だった24名が全員死亡した。

### 場所
地獄門（じごくもん）
熾木が5年前に開いた中華料理屋。客への塩対応が話題となって超満員となっている。キヨシ、悪狩などが働いている。
奈落高校（ならくこうこう）
キヨシや涅槃が通う高校。
護魔温泉（ごまおんせん）
悪祓協会が運営する悪祓士専用の療養施設。最強の薬湯である起々戒々の湯（ききかいかいのゆ）に浸かることができる。
戒力卓球（かいりきぴんぽん）
戒力を込めて打たないと跳ねない特殊な卓球。

## 制作背景

### 経緯
担当編集者からジャンプ・ショート・フロンティア用に15ページの作品を描くよう言われ、2本の読み切りを制作。本作は47ページにできそうであったことから、本作のプロトタイプとなる読み切りを掲載したところ、臼井の想定より好評であった。しかし臼井は本作以外の異なる作品で連載しようと考えていたが、それらはボツとなった。スマブラをしたり、ONE PIECEカードゲームをしたりして過ごすが、担当編集者から本作を描くよう言われ、連載会議に提出し、なんとか連載が決定している。会議後、第2話と第3話については担当編集者の指摘により全直しが行われている。

### キャラクター
主人公の祓清はもともと15ページの読み切り用に制作したキャラクターであるため、装飾品が多く、作者が描き忘れることがある。熾木天馬は臼井のボツネームに何度も登場しているキャラクターで、元ネタは臼井の「デビュー作の先輩キャラ」である。

## 書誌情報
- 臼井彰一『悪祓士のキヨシくん』集英社〈ジャンプ コミックス〉、既刊4巻（2025年7月4日現在）
  1. 「悪祓士の祓清」 2024年11月1日発売[2][15]、ISBN 978-4-08-884323-0
  2. 「亜級試験」 2025年2月4日発売[16]、ISBN 978-4-08-884394-0
  3. 「キヨシくんと大魔王」 2025年5月2日発売[17]、ISBN 978-4-08-884511-1
  4. 「Welcome to the Black Parade」 2025年7月4日発売[18]、ISBN 978-4-08-884567-8